# Inferno (Original Soundtrack)
Inferno (Original Soundtrack) è un album in studio del tastierista britannico Keith Emerson, pubblicato nel 1980 (pubblicizzato da Cinevox Records). L'album contiene la colonna sonora del film omonimo diretto da Dario Argento.

## Descrizione
La colonna sonora fu pubblicata in Italia, Germania, Francia, Regno Unito, Giappone, Russia e Stati Uniti.
Nel brano Mater Tenebrarum è presente anche Linda Lee come voce solista. Il testo, in latino riporta le parole scritte su un foglio che il protagonista del film trova nella casa di Mater Tenebrarum: "Mater Suspirorum, Lacrimarum, Tenebrarum Domine, Domine Dominarum".
Il film Inferno, per cui Keith Emerson ha composto la colonna sonora, fa parte di una trilogia del regista Dario Argento che, oltre da Inferno, è composta da Suspiria (1977) e La terza madre (2007). La colonna sonora di Suspiria è stata realizzata dai Goblin e quella de La terza madre da Claudio Simonetti, dai Daemonia e da Dany Filth.
Dario Argento collaborò ancora con Keith Emerson per il film La chiesa di Michele Soavi, prodotto dallo stesso Argento. Quando Argento ricevette le musiche per il film realizzate da Emerson pensò si trattasse di uno scherzo, tanto erano inadatte. Infine le musiche per il film furono realizzate dai Goblin con l'aggiunta di alcune tracce di Emerson, rimasto però offeso e insoddisfatto dalla vicenda.

## Tracce
LP 1980
1. Inferno (main title theme) – 2:51
2. Rose's descent into the cellar – 4:56
3. Taxi ride (Rome) – 2:38
4. The library – 0:48
5. Sarah in the library vaults – 1:12
6. Bookbinder's delight – 1:06
7. Rose leaves the apartment – 3:25
8. Rose gets it – 2:03
9. Elisa's story – 1:16
10. A cat attic attack – 3:07
11. Kazanian's tarantella – 3:31
12. Mark's discovery – 1:18
13. Mater tenebrarum – 2:35
14. Inferno finale – 2:21
15. Cigarettes, ices, etc. – 2:48

CD
1. Inferno (main title theme) – 2:51
2. Rose's descent into the cellar – 4:56
3. Taxi ride (Rome) – 2:38
4. The library – 0:48
5. Sarah in the library vaults – 1:12
6. Bookbinder's delight – 1:06
7. Rose leaves the apartment – 3:25
8. Rose gets it – 2:03
9. Elisa's story – 1:16
10. A cat attic attack – 3:07
11. Kazanian's tarantella – 3:31
12. Mark's discovery – 1:18
13. Mater tenebrarum – 2:35
14. Inferno finale – 2:21
15. Cigarettes, ices, etc. – 2:48
16. Inferno (outtakes suite) o Inferno extras (CD versione italiana 2000, e nel box "At the movies") – 10:13
17. Inferno #1 (cd versione italiana 2007) – 2:13
18. Inferno #2 (cd versione italiana 2007) – 1:37
19. Inferno #3 (cd versione italiana 2007) – 3:13
20. Similars (cd versione giapponese) – 0:33
21. Underwater (cd versione giapponese) – 1:45
22. Study at music academy (cd versione giapponese) – 3:07
23. Sara and Carlo's night (cd versione giapponese) – 2:54
24. Murdered Sara (cd versione giapponese) – 1:02
25. Eyeballs and fired dresses (cd versione giapponese) – 0:50
26. Mater room (cd versione giapponese) – 1:13
27. Mater tenebrarum (end titles) (cd versione giapponese) – 1:58

## Edizioni (parziale)
- 1980 - Inferno (Original Soundtrack) (Cinevox, LP, Italia)
- 1980 - Inferno (Original Soundtrack) (Ariola, LP, Germania)
- 1980 - Inferno (Original Soundtrack) (Polydor, LP, Francia)
- 1980 - Inferno (Cinevox, 50 anni di cinema con le più famose colonne sonore, LP, Italia)
- 1980 - Inferno (Cinevox, 50 anni di cinema con le più famose colonne sonore, MC, Italia)
- 1989 - Inferno (Cinevox, 50 anni di cinema con le più famose colonne sonore, CD, Italia)
- 1992 - Inferno (Complete Score) (Jimco Records, CD, Giappone)
- 1992 - Inferno (Jimco Records/Cinevox, CD, Giappone)
- 2000 - Inferno (Original Soundtrack) (Cinevox, CD, Italia)
- 2003 - Inferno (Vulcano Records/Cinevox/Culture Publishers, CD, Giappone)
- 2007 - Inferno (Original Soundtrack) (Cinevox, CD, Italia)